# Gabriel Dubiel
Gabriel Dubiel (ur. 24 marca 1880 w Pałuszycach, zm. 30 marca 1942 w obozie w Auschwitz) – polski pedagog, publicysta, działacz ruchu ludowego, poseł na Sejm II RP, minister oświaty.
Urodził się w rodzinie inteligenckiej. Syn Józefa i Marii z Zarzyckich. Gimnazjum ukończył w Tarnowie, a studia filozoficzne na Uniwersytecie Jagiellońskim. Od 1903 działał w Polskim Stronnictwie Ludowym. Po rozłamie stronnictwa w 1913 jeden z organizatorów PSL „Piast”. Członek Wydziału Finansowego Komisji Tymczasowej Skonfederowanych Stronnictw Niepodległościowych.
Uczestnik wojny polsko-rosyjskiej i III powstania śląskiego. Organizator Towarzystwa Obrony Kresów Zachodnich w Bytomiu.
W Rządzie Ignacego Daszyńskiego pełnił funkcję ministra oświaty. W latach 1922–1927 poseł na Sejm I kadencji z okręgu tarnowskiego. Zginął w 1942 w niemieckim obozie koncentracyjnym w Auschwitz.